# Литвинов Олексій Миколайович
Литви́нов Олексі́й Микола́йович (нар. 12 грудня 1977, Україна) — український учений-правознавець, доктор юридичних наук, професор, заслужений працівник освіти України, полковник міліції у відставці. Виконуючий обов'язки ректора Національного аерокосмічного університету «Харківський авіаційний інститут».

## Біографія
Народився 12 грудня 1977 року. Одружений, виховує двох синів.
У 2000 році закінчив магістратуру Національного університету внутрішніх справ (зараз – Харківський національний університет внутрішніх справ). 
З 2000 по 2022 роки працював у цьому університеті: обіймав посади від начальника кабінету до завідувача кафедри кримінального права і кримінології, яку очолював протягом 12 років. 
З перших днів повномасштабної військової агресії залишився у місті-герої Харків. Активно долучився до справи доправлення та надання гуманітарної допомоги бійцям Збройних Сил України, що боронять Харків від російської навали, медикам, цивільному населенню міста, працівникам Харківського національного університету внутрішніх справ. 
У 2022-2023 роках очолював Департамент науки і освіти Харківської обласної військової адміністрації. 
З 2023 року виконує обов’язки ректора Національного аерокосмічного університету «Харківський авіаційний інститут»

## Наукова діяльність
У 2002 році захистив дисертацію на здобуття наукового ступеня кандидата юридичних наук за темою «Адміністративно-територіальна координація діяльності суб’єктів профілактики злочинів в Україні на місцевому рівні»; у 2010 році – докторську дисертацію за темою «Соціально-правовий механізм протидії злочинності в Україні (теоретичні та практичні засади)».
У 2011 році присвоєно вчене звання професора кафедри кримінального права та кримінології факультету підготовки фахівців для підрозділів слідства Харківського національного університету внутрішніх справ.
Брав активну участь в експертизі законодавства та розробці проектів нормативно-правових актів, зокрема Регіональної програми щодо реалізації засад державної антикорупційної політики в Україні, Програми протидії терористичній діяльності на території Харківської області, Програми забезпечення публічної безпеки і порядку в Харківській області, Програми територіальної оборони Харківської області на 2018–2019 роки.
11 років був головою спеціалізованої вченої ради Харківського національного університету внутрішніх справ із захисту докторських і кандидатських дисертацій за спеціальністю 12.00.08. Під його науковим керівництвом захищено 19 докторських, 37 кандидатських та 9 дисертацій доктора філософії у галузі права. 
Є членом редколегій низки наукових періодичних видань: «Вісник Кримінологічної асоціації України», «Право і безпека», «Вісник Харківського національного університету внутрішніх справ», «Публічне право», які включені до переліку наукових фахових видань України з юридичних наук.
Є членом Кримінологічної асоціації України, ГО «Всеукраїнська асоціація кримінального права», Координаційного бюро з проблем діяльності судових та правоохоронних органів НАПрН України, Науково-технічної ради НАН України.
Бере активну участь у правопросвітницьких і правовиховних заходах. Як популяризатор науки неодноразово виступав на телебаченні, а також на шпальтах газет і журналів.
У 2023 році обраний дійсним членом (академіком) Інженерної академії України.

## Нагороди
- Лауреат премії Президента України для молодих вчених (2008 р.)
- Відзнака Президента України «За бездоганну службу ІІІ ступеня» (2013 р.)
- Лауреат премії імені Ярослава Мудрого (2017 р.)
- Заслужений працівник освіти України (2017 р.)
- Почесна відзнака Кабінету Міністрів України (2017, 2021 р.р.)
- Почесна відзнака Харківської обласної ради «Слобожанська слава» (2018 р.)
- Лауреат Премії імені академіка Володимира Сташиса (2020 р.)
- Відзнаки МВС України («За відзнаку в службі» І, ІІ ступенів, «За сумлінну службу» ІІ, ІІІ ступенів, «За розвиток науки, техніки та освіти), Харківської обласної державної адміністрації, Харківської обласної ради.

## Основні публікації
Опублікував понад 400 наукових та навчально-методичних праць. Керував авторськими колективами, що вперше в Україні підготували такі видання як: «Українська кримінологічна енциклопедія» (2017 р.), «Кримінологія. Академічний курс» (2018 р.), «Велика українська кримінологічна енциклопедія» (2021).

## Профілі в базах даних
- Google Scholar
- Scopus ID: 57485604400
- ORCID ID: 0000-0003-2952-8258